# Устье (Молдова)
Устье (Устия, рум. Ustia, Устия) — село в Дубоссарском районе Молдавии на правом берегу Днестра напротив приднестровского города Дубоссары. Относится к сёлам, не образующим коммуну.

## География
Село расположено на высоте 24 метров над уровнем моря, у впадения реки Реут в Днестр.

## Население
По данным переписи населения 2004 года, в селе Устия проживает 3295 человек (1629 мужчин, 1666 женщин).
Этнический состав села:
| Национальность | Число жителей | Процентный состав |
| -------------- | ------------- | ----------------- |
| молдаване      | 3238          | 98.27             |
| румыны         | 28            | 0.85              |
| русские        | 13            | 0.39              |
| украинцы       | 11            | 0.33              |
| гагаузы        | 2             | 0.06              |
| прочие         | 3             | 0.09              |
| Всего          | 3295          | 100 %             |